# Eudi Silva de Souza
Eudi Silva de Souza (* 5. August 1983 in Paraíso do Norte) ist ein ehemaliger brasilianischer Fußballspieler.

## Karriere
Der Stürmer auch genannt „Eudis“ begann seine Karriere im Nachwuchsbereich des Athletico Paranaense, zur Saison 2003/04 wechselte der Brasilianer zu Yverdon-Sport FC in die Challenge League. Hier blieb er zwei Spielzeiten, ehe er zum Ligakonkurrenten FC Lausanne-Sport wechselte. In der Saison 2005/06 erzielte er für die Waadtländer neun Tore. Der Brasilianer gehörte damals zu den besten Skorern der Challenge League.
Kurz vor Abschluss der nationalen Transferperiode im Sommer 2006 wechselte Eudis von Lausanne zum FC Zürich. Er unterzeichnete mit dem Schweizer Meister einen Vertrag bis Juni 2009. Nach dem späten Abgang von Alhassane Keita und dem schweren Autounfall von Kresimir Stanic mangelte es an Stürmern. In seinem ersten Derby gegen Erzrivale Grasshopper Club Zürich schoss Eudis gleich das entscheidende Tor zum 1:0-Sieg des FCZ.
Eudis unterzeichnete im Sommer 2008 einen Drei-Jahres-Vertrag beim BSC Young Boys und erhielt dort die Nummer 9. Der Brasilianer Eudis wurde von den Berner Young Boys in die Challenge League an Servette FC Genève ausgeliehen. Der Leihvertrag galt bis 30. Juni 2009. Eudis wechselte erst zu Saisonbeginn zu YB, wo er sich aber keinen Stammplatz erspielen konnte. Nach Ablauf der Leihfrist nahm ihn Servette im Juli 2009 fest unter Vertrag, außerdem sicherten sich die Genfer eine Option zur Vertragsverlängerung um weitere zwei Jahre. In der Saison 2010/11 steuerte Eudis 15 Ligatore zum Aufstieg von Servette in die Axpo Super League bei. Dem Klub blieb er bis zum Saisonende 2012/13 treu.
Im Anschluss wechselte Eudis im Juli 2013 nach Israel. Hier unterzeichnete er bei Hapoel Ra’anana. Ein Jahr später ging er zu Maccabi Herzlia. Auch ging er wieder nach einem Jahr. Sein Weg ging zurück in seine Heimat. Mit dem unterklassigem AC Paranavaí trat er 2015 noch in der zweiten Liga der Staatsmeisterschaft von Paraná an und beendete danach seine aktive Laufbahn.

## Erfolge
FC Zürich
- Schweizer Meister: 2007

BSC Young Boys
- Zweiter des Schweizer Cup: 2008/09

Servette FC Genève
- Challenge League Vizemeister: 2011 (Aufstieg in die Axpo Super League 2011/12)